# 长齿野豌豆
长齿野豌豆（学名：Vicia longicuspis）是豆科野豌豆属的植物，为中国的特有植物。分布在中国大陆的四川等地，生长于海拔3,200米至3,600米的地区，见于山坡灌丛和油松林中，目前尚未由人工引种栽培。